# Makedonska književnost
Makedonska književnost je književnost pisana na makedonskome jeziku.

## Povijest
Makedonski jezik nije službeno priznat sve do nastanka makedonske državnosti u Socijalističkoj Jugoslaviji 1946. Krste Misirkov u svome djelu Za Makedonskite raboti (Za makedonska djela) i Vardar započeo je gradnju makedonskoga jezika i književnosti. Isto djelovanje nastavio je i Kosta Racin nakon Prvoga svjetskog rata, koji je pisao pjesme i izdavao ih u novinama 1930-ih. Racinova zbirka pjesama Beli mugri (Bijele zore), uključivala je mnogo usmenih pjesama, nastalih u versajskoj Jugoslaviji, a govore o jačanju i nacionalnom osvješćivanju Makedonaca. Neki pisci, kao Kole Nedelkovski, radili su i izdavali pod političkim pritiskom. 

## Suvremena književnost
Nakon Drugog svjetskog rata, Blaže Koneski i drugi bili su zaduženi za sastavljanje modernoga makedonskog jezika. Zbog slobode pisanja na makedonskome jeziku, makedonska će književnost dobiti mnoge talentirane knjižvenike. Najbolje makedonsko pjesništvo pisali su Aco Šopov, Slavko Janevski, Blaže Koneski, i Gane Todorovski. Janevski je također bio pisac proza i autor prvoga makedonskog romana, Selo zad sedumte jaseni (Selo iza sedam jasenja). Njegov najambiciozniji rad bili su šest romana o makedonskoj povijesti i roman pod nazivom Tvrdoglavi, koji govori o makedonskim legendama. Predratni pisci, kao Vasil Iljoski, nastavili su pisati. Pojavili su se i kazališni pisci, a najpoznatiji su Kole Cašule, Tome Arsovski, i Goran Stefanovski. Cašule je također napisao nekoliko novela. Glavna njegova tema bila je poraz idealista i ideala. Njegova predstava Crnila prikazuje ubojstvo makedonskoga narodnog vođe od strane Makedonaca.
Najpoznatiji makedonski pisac proza je Živko Čingo, čiji je skup djela Paskvelija (1962.) i Nova Paskvelija (1965.), a govore o zamišljenoj zemlji gdje se sukobljavaju stare tradicije i revolucionarne ideje. Njegov roman Golemata voda (Velika voda), pokazuje žalost i veličinu djetinjstva. Drugi značajni pisci su Vlada Uroševic (Sonuvacot i prazninata (1979.) i Jovan Pavlovski (Sok od prostata ().